# Jacqueline Zadoc-Kahn Eisenmann
Pour les articles homonymes, voir Kahn.
Jacqueline Eisenmann (née Zadoc-Kahn) , née le 13 janvier 1904 à Paris et morte le 15 mai 1998 dans la même ville, est une physicienne française. L'astéroïde 1017 Jacqueline est nommé en son honneur.

## Biographie
Jacqueline Zadoc-Kahn est née le 13 janvier 1904 à Paris dans le 8e arrondissement de Paris. Elle est la fille du docteur Léon Zadoc-Kahn, médecin-chef de l'hôpital Rothschild de Paris, déporté et assassiné avec son épouse, Suzanne Lang, à Auschwitz. Elle est la sœur du médecin-chef de l'hôpital américain de Paris Bertrand Zadoc-Kahn, la cousine de Odette Monod-Bruhl, l'épouse de Jacques Monod. Elle est la petite-fille du grand-rabbin de France Zadoc Kahn. Elle est l'épouse de l'ingénieur, Jacques Charles Eisenmann, né le 21 juillet 1902 à Dijon (Côte-d'Or). Ils se marient le 22 décembre 1930 dans le 8e arrondissement de Paris. Jacques Eisenmann est mort à Paris le 19 janvier 2006, à l'âge de 103 ans.

### Physicienne
Elle est Docteur ès Sciences physiques (Paris, 1936),.

### L'astéroïde1017 Jacqueline
L'astéroïde (1017) Jacqueline est découvert le 4 février 1924 par Benjamin Jekhowsky à Alger. Il est nommé en l'honneur de Jacqueline Zadoc-Kahn, une ancienne disciple du découvreur,.

### Seconde Guerre mondiale
La propriétaire du Washington Post, Katharine Graham, raconte : « Avec la défaite de la France, mon père (Eugene Meyer) fit venir en Amérique deux familles de sa parenté française, qui, comme Juifs, étaient en danger. Il leur apporta soutien, aidant les hommes à se procurer un emploi et donna de l'argent pour éduquer les enfants ici. Malheureusement, son cousin Léon Zadoc-Kahn et son épouse, Suzanne, avaient déclinés l'offre de mon père pour les aider à quitter l'Europe, et sont morts finalement à Auschwitz. Leur fils Bertrand, un médecin qui dirigeait l'hôpital américain de Paris, se suicida par balles avec la défaite de la France. Sous le choc de sa perte, ils ne voulaient pas partir. La sœur de Bertrand, Jacqueline, resta en France et était cachée dans ce qui était au début la zone libre par une brave famille catholique. Elle et son mari. Jacques Eisenmann, étaient proches de mon père et sont toujours proches de moi. Ils sont bien des nonagénaires et immensément galants ».

### Mort
Jacqueline Eisenmann meurt le 15 mai 1998 dans le 7e arrondissement de Paris.

## Publications
- (en) Abstract. Societies and Academies. Nature volume 123, pages 113–115 (19 January 1929)
- Biréfringence magnétique du paraazoxyanisol à des températures supérieures au point de disparition de l’état mésomorphe ; par Mlle Jacqueline Zadoc-Kahn. Comptes rendus hebdomadaires des séances de l’Académie des sciences, tome 190, 1930.djvu/1588, p. 672[8]
- [9]